# Maria Lebing

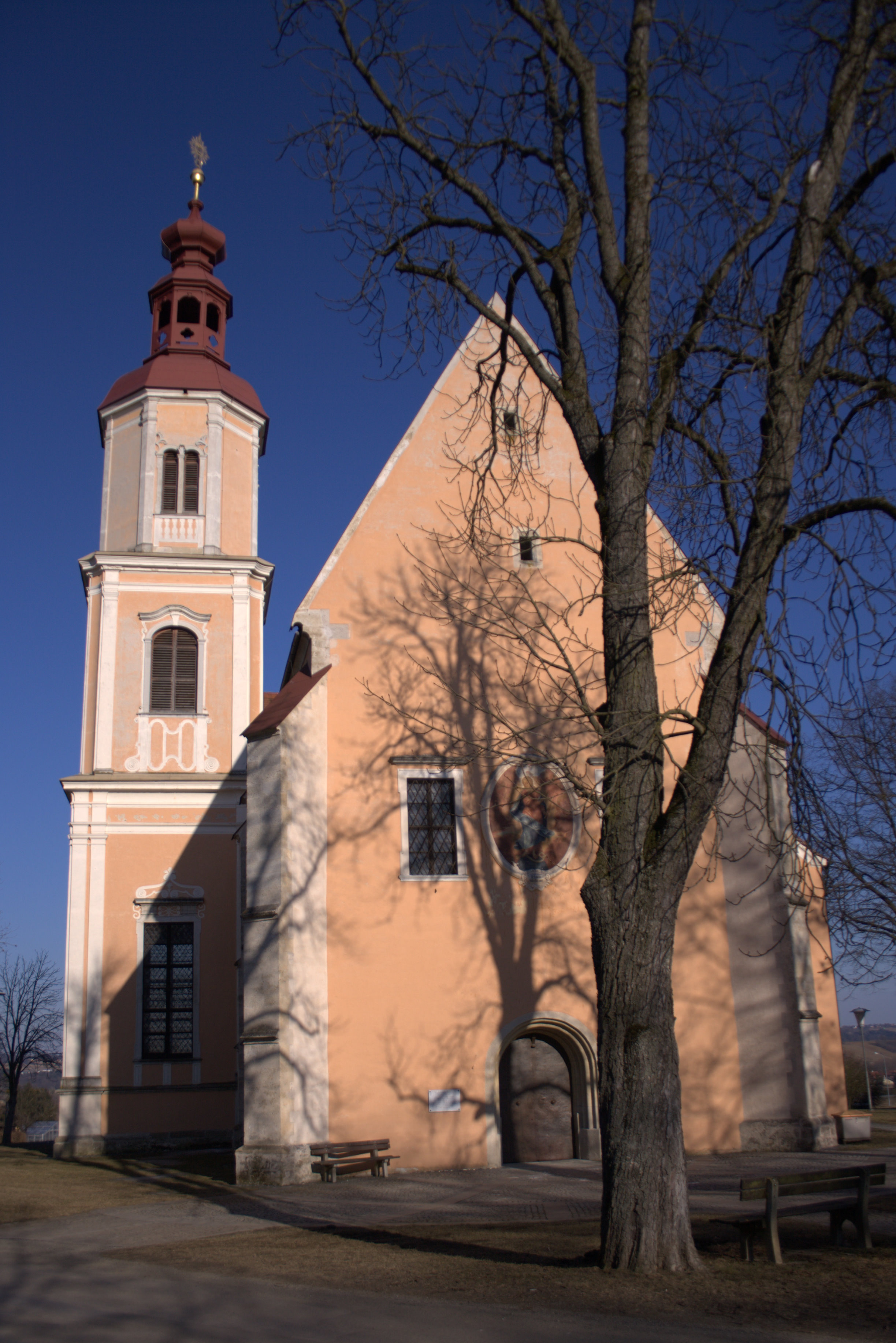
Wallfahrtskirche Maria Lebing

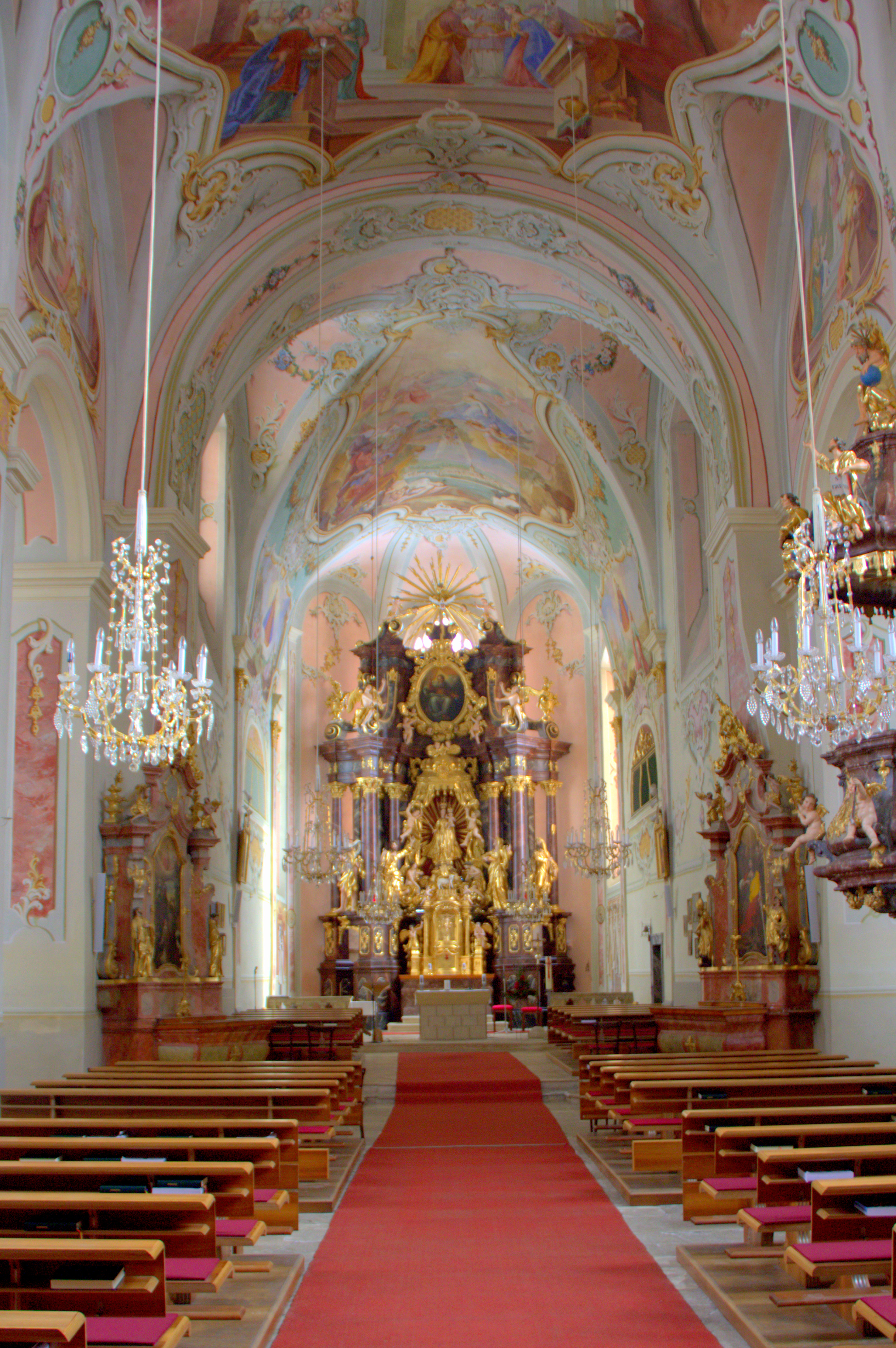
Innenansicht

Die römisch-katholische Wallfahrtskirche Maria Lebing in der Gemeinde Hartberg ist der Vollendung Mariens (Himmelfahrt) geweiht. Sie ist ein Benefizium der Pfarre Hartberg und steht unter Denkmalschutz (Listeneintrag).

## Geschichte
Im Jahr 1409 wurde auf einem römischen Grabfeld, dem Lebern, eine frühgotische Kirche errichtet. Das heutige Hauptschiff ist mit dieser ursprünglichen Kirche identisch. Eine aus dem Jahr 1721 stammende Gedenktafel in der Sakristei beschreibt, dass der Seckauer Bischof Friedrich II. von Perneck im Jahre 1409 den Altar zu Ehren der Heiligsten Dreifaltigkeit und zum Lob der Gottesmutter Maria geweiht hat. 1472 wurde die Kirche in Richtung Hochaltar verlängert. 1682 wurde im Süden die Pestkapelle von den Bürgern der Stadt Hartberg angebaut. 1733 wurde die Nordkapelle mit dem achteckigen Turm fertiggestellt. Davor besaß die Kirche einen hölzernen Dachreiter, welcher als Glockenturm fungierte. 1744 wurde begonnen, den gotischen Innenraum in ein prachtvolles, spätbarockes Gotteshaus umzugestalten. Dabei wurden die gotischen Architekturelemente (Gewölberippen, Dienste und deren Kapitelle bzw. Konsolen) abgeschlagen. Die gotischen Fenster wurden verkleinert, bzw. zugemauert. Neben der Johannes-Magdalenenkirche und der Kreuzkirche sollte 1788 unter Kaiser Josef II. in Hartberg auch die Kirche Maria Lebing geschlossen und abgetragen werden. Dem nachdrücklichen Eintreten aller geistlichen und weltlichen Verantwortlichen ist es zu verdanken, dass die Kirche erhalten werden konnte. Bei Renovierungsarbeiten im Jahr 1988 wurden neben zugemauerten, gotischen Fenstern auch ein gotischer Tabernakel (Sakramentshäuschen) und eine gotische Nische für eine Priesterbank freigelegt. Wegen der Nähe zum heutigen Friedhof dient die Kirche heute hauptsächlich der Feier der Begräbnismessen.

## Wallfahrt
Die Kirche Maria Lebing wurde bald zur Wallfahrtskirche und war bis in die Mitte des 19. Jahrhunderts der Lieblingswallfahrtsort der Region. Plagenbilder im Presbyterium zeigen die Ängste der Menschen. Maria als Gnadenmutter mit dem Kind ist über den Plagen dargestellt. Votivbilder zeugen davon, dass Viele in persönlichen Nöten erhört und geheilt wurden.
Das Lebinger Gnadenbild zeigt Maria, die in der linken Hand ein Zepter und am rechten Arm das Kind mit einem Apfel in seiner linken Hand trägt.
Seit 13. Mai 1977 finden am 13. eines jeden Monats Monatswallfahrten statt.

## Ausstattung

### Presbyterium
- Hochaltar: Der barocke Hochaltar, nach dem Vorbild des Altars der Stiftskirche in Vorau 1747 wahrscheinlich von Remigius Horner geschaffen nimmt beinahe das gesamte Chorrund ein. Für seine Aufstellung 1744 wurden die Apsisfenster zugemauert. Den unteren Teil des Hochaltares bildet der Tabernakel, der von Engeln umgeben ist. Über dem Tabernakel zeigt sich Christus als Osterlamm. Die Mitte des Hochaltares bildet die aus dem 15. Jahrhundert stammende Gnadenstatue, die 1784 barock überarbeitet wurde. Zwei Engel ziehen den Vorhang auf, sodass die königliche Mutter mit Kind vor der Gottessonne sichtbar wird. An den Seiten der Gnadenstatue stehen Statuen, die 1749 von Philipp Jakob Straub geschaffen wurden. Links finden sich Statuen von Johannes dem Täufer und Josef von Nazaret, rechts Statuen der heiligen Anna und des heiligen Joachim. Darüber ist Gott der Vater dargestellt, darüber schwebt der Heilige Geist als Taube.
- Altar: Die gotische Altarplatte wurde 1988 bei Renovierungsarbeiten beim nördlichen Seitenausgang wiederentdeckt. Die Steinquader des Unterbaus werden durch Edelstahlstege betont. Nach Abschluss der Renovierungsarbeiten weihte Bischof Johann Weber 1988, nach der 138. Monatswallfahrt, den neuen Altartisch der von Manfred Fuchsbichler aus Graz gestaltet worden ist.
- Seitenaltäre: Der südliche Seitenaltar ist dem Wetterpatron Donatus gewidmet. Ihm zur Seite stehen der heilige Patrizius und der heilige Florian. Der nördliche Seitenaltar zeigt im Altarbild die Darstellung der Steinigung des heiligen Stephanus, die von Statuen der Heiligen Franz Xaver und Antonius von Padua flankiert wird.

### Kanzel

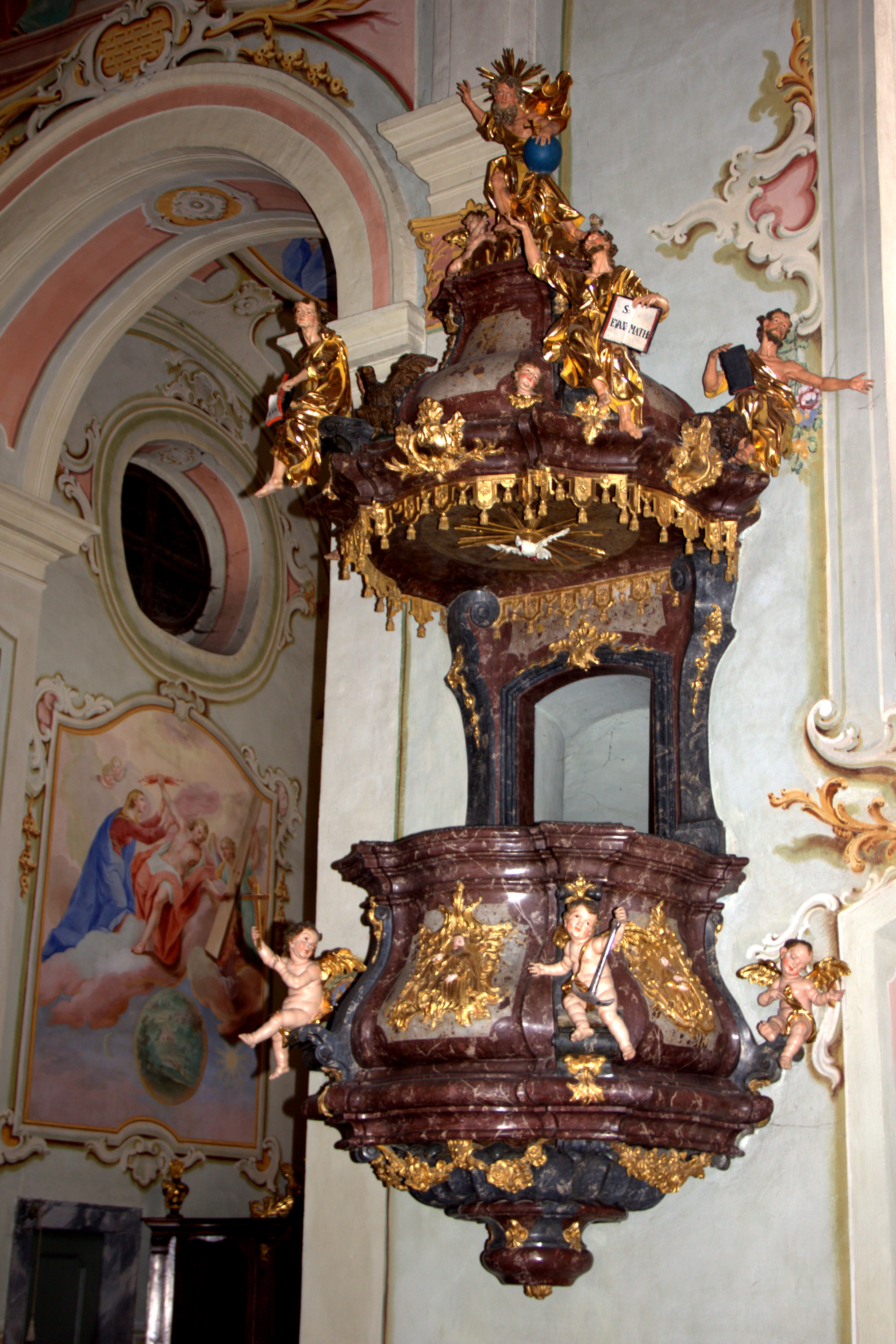
Kanzel

Die Kanzel wurde 1746 bis 1747 vom Grazer Bildhauer Mathias Leitner geschaffen, der auch die Kanzel in der Stadtpfarrkirche Hartberg schuf. An den drei Seiten des Kanzelkorbes befinden sich Reliefs der Heiligen Drei Könige. Die Kanzelbrüstung zieren vier Engel (Weisheitsengel mit den 10 Geboten, Glaubensengel mit dem Kreuz, Hoffnungsengel mit dem Hoffnungsanker, Liebesengel mit leeren Händen). An der Unterseite des Schalldachs ist die Hl. Geisttaube als Sonne, am Kanzeldach sind die vier Evangelisten und darüber Gott der Vater als Schöpfer der Welt dargestellt.

### Orgel
Die Orgel wurde 1721 vom Grazer Orgelbauer Andreas Schwarz gebaut und 1976 restauriert.

### Pestkapelle
Die Errichtung von Altar und Kapelle in den Jahren 1680 bis 1682 geht auf ein Gelöbnis der Hartberger Bürgerschaft an die Gottesmutter zu Lebing für die Verschonung vor der 1679 in Hartberg grassierenden Pest zurück. Der Altar, geschaffen vom Hartberger Bürger Franz Seidl, zeigt im Mittelbild von Thomas Lang unter der auf einer Wolken thronenden Dreifaltigkeit eine Ansicht der Stadt Hartberg mit Stadtmauer und Wehrtürmen aus dem Jahre 1713. Die Pestheiligen sind rund um das Mittelbild angeordnet. Die Heiligen Sebastian und Rochus stehen beiderseits des Altars, die heilige Rosalia liegt in einer Nische darunter. Im Aufsatz findet sich ein Bild der Heiligen Familie mit Anna, Maria, Jesuskind, Johannesknaben, Josef und Joachim.
Am Dachgesims an der Außenmauer der Pestkapelle sind fünfzehn Fratzenköpfe angebracht, die die Laster der Menschheit verkörpern. Drei der ostseitigen Fratzenköpfe sind seit der Erweiterung der Sakristei in den Jahren 1746 bis 1747 durch das Dach verdeckt.

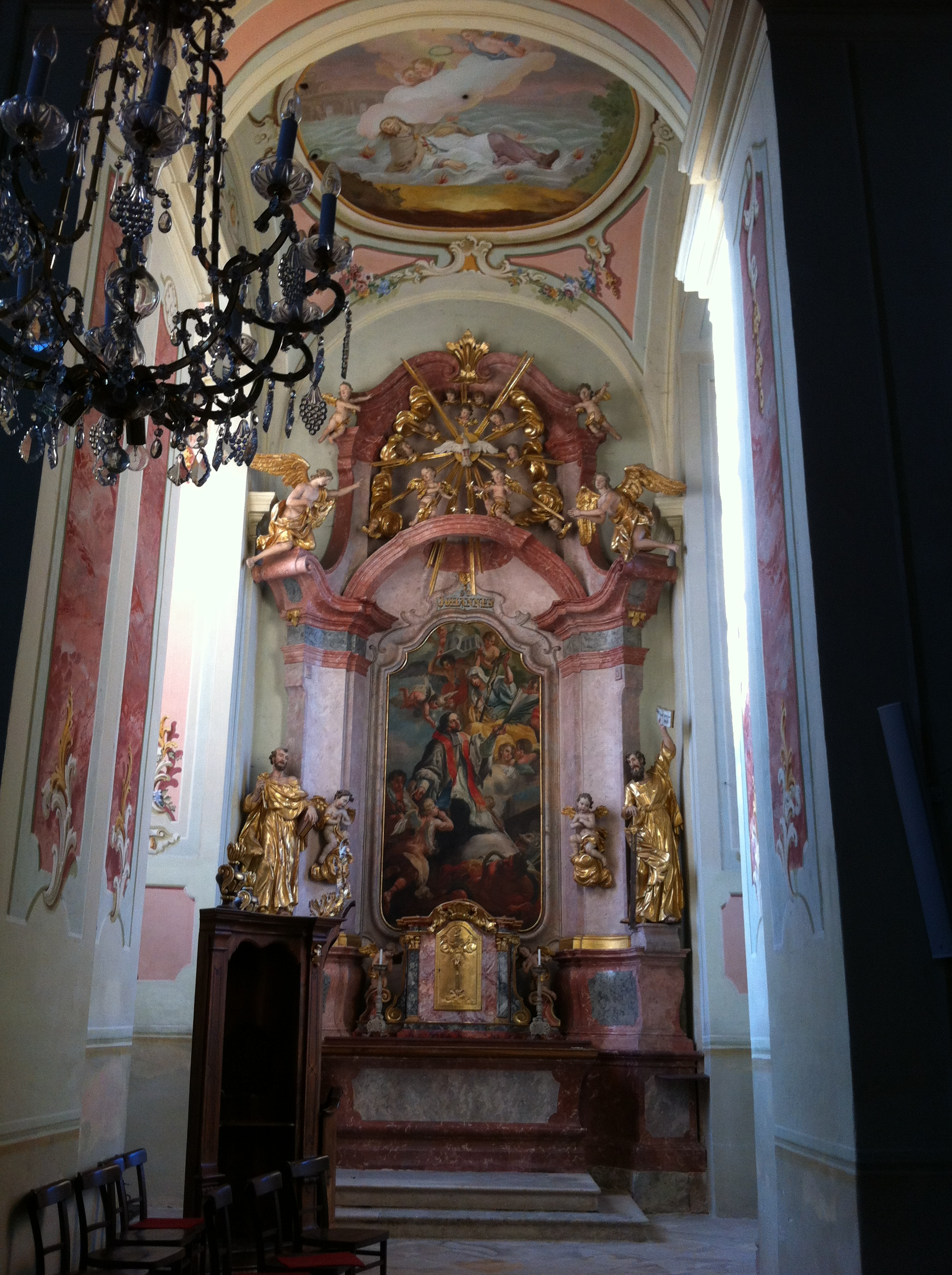
Johannes-Nepomuk-Kapelle

### Johannes-Nepomuk-Kapelle
Als Pendant zur 1682 errichteten Pestkapelle erbaute Remigius Horner 1732 bis 1733 an der Nordseite die Johannes-Nepomuk-Kapelle und führte darüber den Turm mit einem Zwischengeschoß und einem achteckigen Glockengeschoß mit Zwiebelhelm hoch. Das Altarbild zeigt den knienden heiligen Johannes Nepomuk von Engeln umgeben und das Böse gefesselt am unteren Bildrand. Zwei kleine Statuen von Simon Petrus und Paulus stehen beiderseits des Altarbilds.

## Fresken
Die durch das Abschlagen der gotischen Gewölberippen und Wanddienste geschaffenen großen Decken- und Wandflächen boten Platz für eine großzügige und einheitliche Ausschmückung mit Fresken. 1770 vergab Pfarrer Christoph Max Jöchlinger den Auftrag zur Ausmalung der Kirche an Maler Joseph Adam Ritter von Mölk, der die Arbeiten 1772 zum 300-jährigen Bestand der Wallfahrtskirche vollendete.
Mölk schuf einen Marienzyklus der sich über die ganze Kirche verteilt, wobei er auf die Architektur des Kirchenraumes Rücksicht nahm und die Zwischenfelder mit pastellfarbigen Dekorationsmalereien aus Rocaillen, Girlanden und Rahmenwerk füllte.

### Chorraum

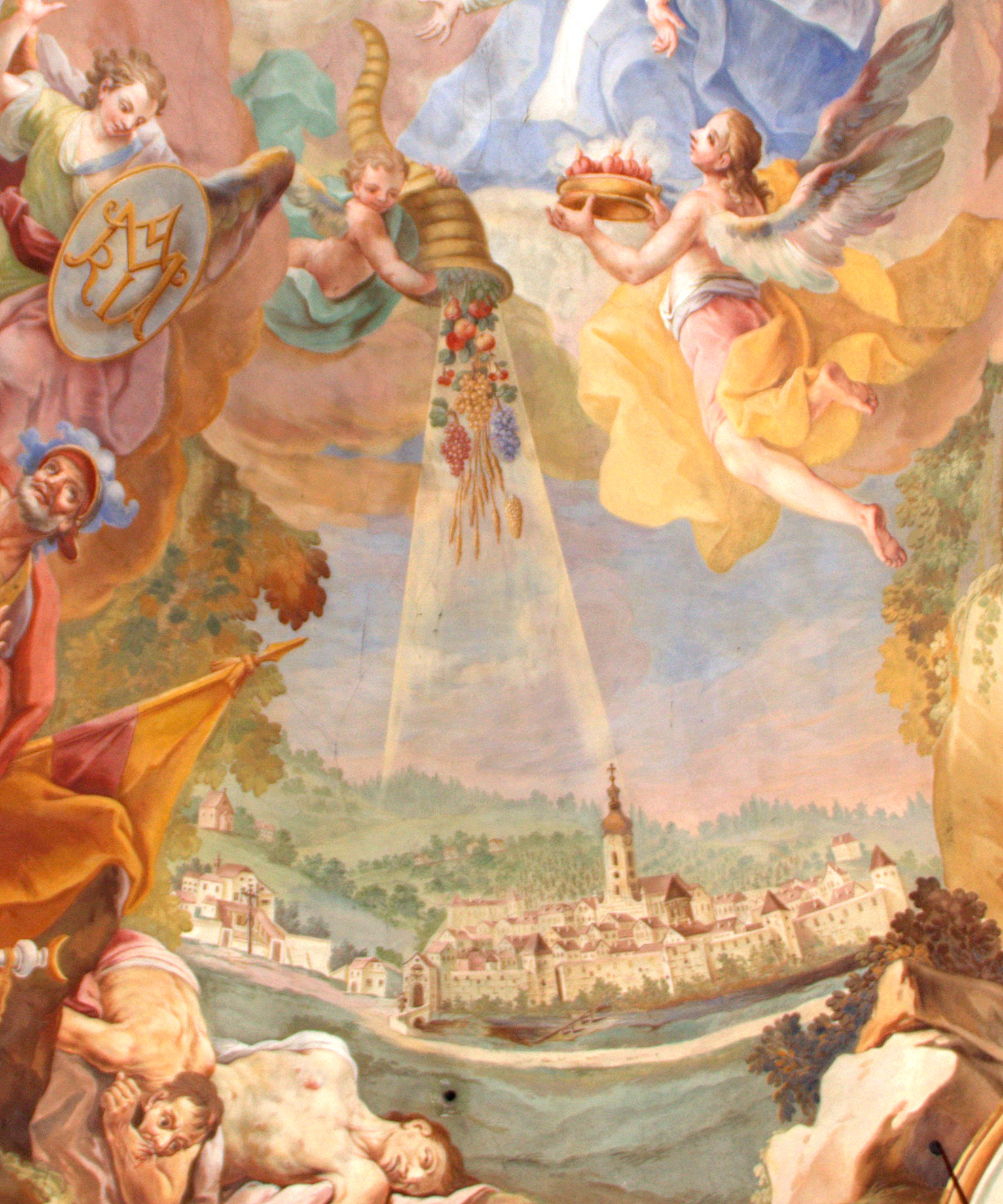
Füllhorn über der Stadt Hartberg

Die Fresken im Chorraum werden dem himmlischen Wirken Mariens gewidmet.
Am Chorgewölbe ist Maria als Fürbitterin für Hartberg mit einer Ansicht der Stadt am unteren Rand dargestellt. Maria verweist dabei nicht nur auf die Stadt, sondern auch auf die Gottes- und Nächstenliebe der darin wohnenden Menschen, als deren Zeichen der Engel eine Schale mit brennenden Herzen empor trägt. Während Gott der Vater die Hand segnend erhebt, streckt Christus Maria die linke Hand entgegen. Gleichzeitig gießt ein Engel ein Füllhorn mit Ähren und Trauben über der Stadt aus und ein zweiter Engel, ein Schild mit einem Marienmonogramm in der Hand, wendet sich gegen die am unteren Rand erscheinenden Plagen. Diese Plagen sind Krieg und Türkenbedrohung (Turban und Stab mit Mondsichel), aber auch Hungersnot und Seuchen (am Boden liegende Gestalten, von denen sich der Hungernde selbst in den Unterarm beißt).
Im Chorraum wird Maria als Helferin und Fürbitterin in allen Nöten gezeigt (Nordseite: Feuer und Hagel, Südseite: Hochwasser und Erdbeben).

### Langhaus
Im Langhaus werden markante Stationen des irdischen Lebens Mariens dargestellt.
- Maria Geburt: Ihr Vater Joachim hält die neugeborene Maria in seinen Händen. Ihr Kopf wird von einem Lichtstrahl und einem Kranz aus Sternen umleuchtet. Dahinter ruht ihre Mutter Anna, begleitet von einer Hebamme im Wochenbett, während darüber ein Putto das Marienmonogramm emporhält.
- Tempelgang Mariens: Im Zwickel über der Pestkapelle findet sich die Darstellung des Tempelgang Mariens. Maria schreitet als dreijähriges Kind die Treppe zum Tempel empor, wo der Hohepriester sie erwartet.
- Vermählung Marias: Im großen Deckenbild im Langhausgewölbe reichen sich Maria und Josef die Hände, Zwischen ihnen steht der Hohepriester und segnet den Bund. An der linken Seite verfolgen zwei Männer und drei Frauen das Geschehen. Die vorderste der Frauen hält einen Korb mit der Taube in der Hand, die bei der Erwählung des Josef als Bräutigam erschienen war. Der weißhaarige bärtige Mann und die Frau daneben stellen wahrscheinlich die Eltern Marias dar. Hinter einem herabfallenden Teppich an der rechten Seite sitzt ein bärtiger Mann, der mit leicht dem Geschehen zugeneigtem Haupt in der Bibel liest. Zwei weitere Gestalten, ein junger und ein alter Mann im dahinterliegenden Raum, ergänzen die Vermählungsszene.
- Maria Verkündigung: Die Verkündigung des Erzengels Gabriel an Maria wird an der Südseite der Orgelempore dargestellt.
- Maria Heimsuchung, also die Begegnung der schwangeren Maria mit der schwangeren Elisabeth findet sich an der Nordseite der Orgelempore. Hinter den Frauen stehen ihre Männer Josef und Zacharias.
- Traum des Josef:, Im Traum wurde Josef vom Engel aufgetragen, Maria nicht zu verlassen (Südseite unter der Orgelempore).
- Flucht aus Ägypten:, An der Nordseite unter der Orgelempore. Die Heilige Familie bei einer Rast bei einem schützenden Felsen. Das Christuskind sitzt auf dem Schoß Mariens und spielt mit Josef.
- Tod Mariens, an der Westwand über der Orgelempore.
- Himmelfahrt der Gottesmutter: Im großen Deckenbild im Langhausgewölbe und über der Orgelempore ist in einer Landschaft mit Felsen, Pinien und Palmen die Himmelfahrt Mariens dargestellt. Rund um den leeren Sarkophag gruppieren sich die Apostel so, dass sie ein nach oben weisendes Dreieck bilden. An der Spitze, die auch die Bildmitte ist, sitzt Maria auf einer Wolke und wird von Engeln zu Jesus mit ausgebreiteten Arme emporgetragen. Ein Engel hinter ihm hält das Kreuz als Zeichen des Sieges über den Tod. Das Fresko ist am rechten unteren Rand signiert.

### Pestkapelle

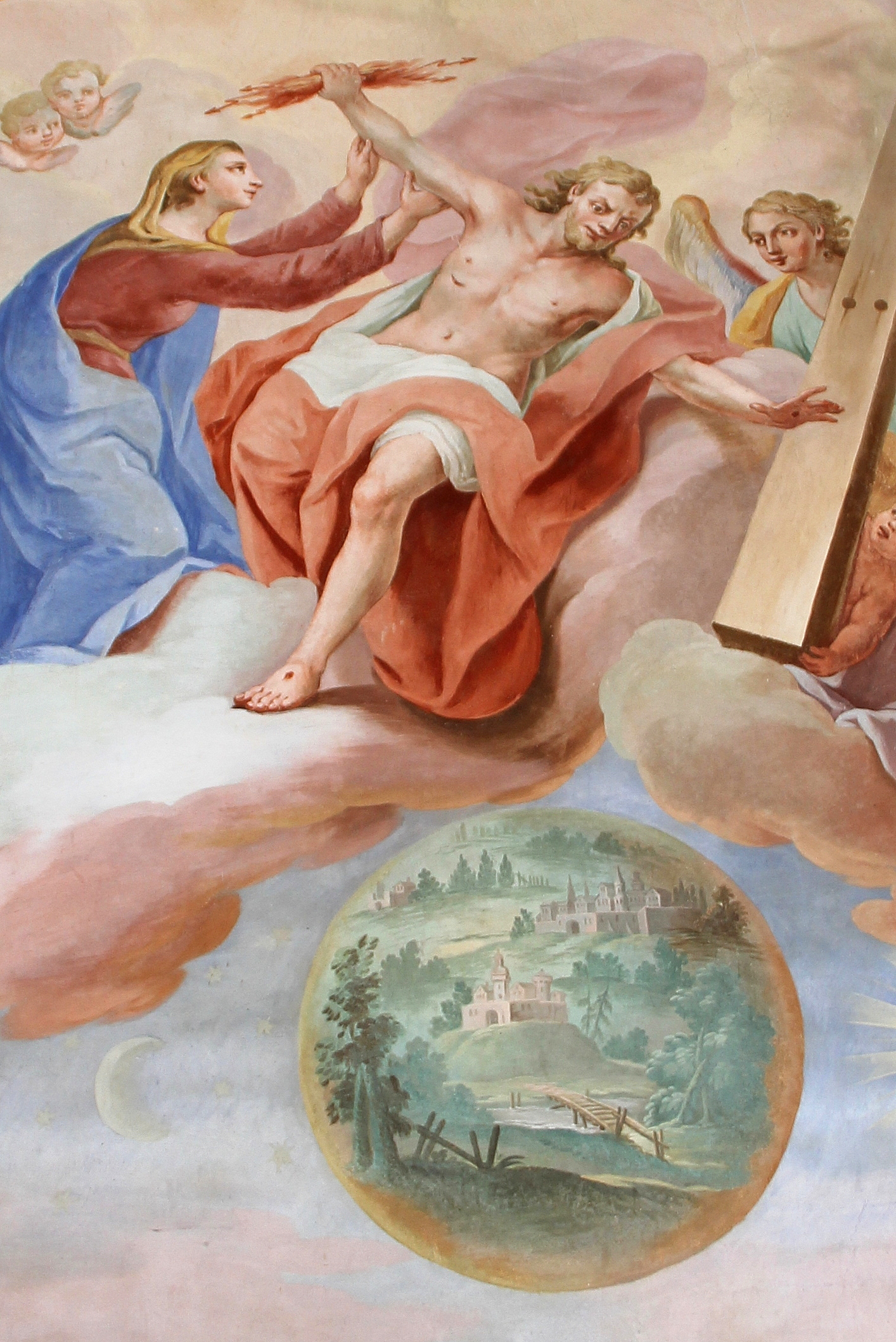
Der zürnende Jesus von seiner Mutter Maria besänftigt und zurückgehalten

An der Ostwand der Pestkapelle ist in einer seltenen Darstellung zu sehen, wie der zürnende Christus von seiner Mutter Maria besänftigt und zurückgehalten wird, das Blitzbündel des Unheils vollends auf die als gläserne Kugel erscheinende Welt zu schleudern.
Im Deckenfresko erscheint auf Fürbitte der Heiligen ein Engel als Abgesandter mit einem ebensolchen Blitzbündel, das er nun aktiv auf den auf der Erde wütenden Sensenmann schleudert.

### Johannes-Nepomuk-Kapelle
Mölk hat auch hier das Kapellenthema aufgegriffen, das Deckenfresko zeigt den Tod des heiligen Johannes in der Moldau und das Wunder seiner Auffindung.

### Außenfassade
An der Außenseite zeigt ein Ovalmedaillon über dem Kirchenportal Maria als Immakulata.

## Glocken
Von 1765 an erklangen im achteckigen Turm fünf Glocken, ab 1953 zwei (Unbefleckte Empfängnis, Hl. Josef), und seit 1983 eine dritte Glocke (Johannes Paul II).

## Renovierungen
- Außenrenovierungen: 1841, 1867, 1956
- Innenrenovierungen: 1962–1964, Letzte Sanierung 1987–1988

## Sagen
„Im Jahr 1532 stürmten Türken in die damals noch gotische Kirche und wollten sie plündern. Sie griffen auch nach der Gnadenstatue. Da wurden Blick und Gebärde der Madonna so zürnend, dass die wilden Gesellen in Schrecken und Angst aus der Kirche jagten.“

„Im Jahr 1704 brachen Kuruzzen in die Kirche ein, zertrümmerten die Türen und wollten die Gnadenstatue vom Altar zerren. In diesem Augenblick neigte sich die Madonna gegen die Frevler. Sie waren sprachlos und verließen mit wildem Geschrei das Gotteshaus. Die Wallfahrtskirche blieb dadurch verschont, das Benefiziatenhaus wurde aber niedergebrannt.“